# Гълъб (сериал)
Гълъб (на турски: Güvercin), е турски драматичен сериал, излязъл на телевизионния екран през 2019 г.

## Актьорски състав
- Мехмет Али Нуроолу – Кенан
- Алмила Ада – Зулиф
- Мендерес Саманджълар – Бедир
- Нурсел Кьосе – Кевса
- Деврим Салтоолу – Джелил
- Осман Албайрак – Касъм
- Генко Йозак – Йокеш
- Топрак Саълам – Емел
- Еслем Акар – Незифе
- Берке Юсдикен – Мюслюм
- Гюлен Караман Йълдър – Зелиха
- Дилан Телкьок – Бетюл
- Гьозде Фидан – Нимет